# Джак Райън (сериал)
„Джак Райън“ е американски телевизионен сериал в жанра политически екшън трилър, базиран на герои от романите на Том Кланси.
Премиерата на сериала е в „Амазон Прайм“ на 31 август 2018 г. Сериалът е създаден от Карлтън Кюз и Греъм Роланд. Кюз служи като изпълнителен продуцент заедно с Джон Кразински, Майкъл Бей и Мейс Нойфелд, наред с други. Кразински е и в главната роля, което го прави петият актьор, изиграл Джак Райън след Алек Болдуин, Харисън Форд, Бен Афлек и Крис Пайн от филмовата поредица.
През 2021 г. „Амазон“ подновява сериала за четвърти сезон, чиято премиера е на 29 юни 2023 г. През май 2022 г. е потвърдено, че сериалът ще приключи след четвъртия си сезон. В процес на разработка е спин-оф с Майкъл Пеня в ролята на Динг Чавес.

## Сюжет
Първият сезон проследява главният анализатор на ЦРУ, който е изтръгнат от сигурността на бюрото си и попада на терен, след като открива поредица от съмнителни банкови преводи, извършени от изгряващ ислямски екстремист на име Сюлейман.
Във втория сезон Райън е в центъра на политическата война в корумпирана Венецуела.
В третия сезон Райън разследва заговор за възстановяване на бившия Съветски съюз чрез детониране на непроследима тактическа ядрена бомба в страна от бившия Източен блок.
В четвъртия сезон Джак, сега действащ заместник-директор на ЦРУ, се изправя пред най-опасната си мисия досега, която включва враг, действащ както в Съединените щати, така и извън тях. Проблемите започват, след като той започва да разследва слухове за вътрешна корупция, по време на които той и неговите доверени сътрудници разкриват доказателства за съюз между наркокартел и терористична организация.

## Актьорски състав и персонажи
- Джон Красински като д-р Джак Райън, бивш офицер от морската пехота на САЩ и ветеран от Афганистан, работещ като финансов анализатор за Централното разузнавателно управление (ЦРУ), по-специално в Отдела за финансиране на тероризма и оръжия (T-FAD) към Центъра за борба с тероризма (CTC); по-късно повишен в ръководител на T-FAD. В сезон 3 Джак работи на терен като оперативен разузнавач от ЦРУ. Твърди се, че интерпретацията на героя на Красински е вдъхновена от персонажа на Харисън Форд в „Патриотични игри“ и „Реална опасност“.[4]
- Уендъл Пиърс в ролята на Джеймс Гриър, шефът на Райън в T-FAD, непрактикуващ мюсюлманин и бивш шеф на станция на ЦРУ в Карачи; по-късно повишен в заместник-началник на станция в Москва, впоследствие преназначен във Венецуела по негова молба.
- Аби Корниш като д-р Кати Мюлер (сезон 1 и 4), любимата на Райън и лекар, специалист по инфекциозни болести.
- Али Сулиман като Муса бин Сюлейман (сезон 1), роден в Ливан френски ислямски терорист, опитен във финансите, който е радикализиран след завършване на Университета Пари-Дофин и се стреми да установи обединен ислямски халифат срещу Запада с брат си Али.
- Дина Шихаби като Ханин Али (сезон 1), съпругата на Сюлейман.
- Джон Хугенакър като Матис (известен още като „Гарт“ и „Джеф“, сезон 2, появи и в сезон 1), водещ оперативен агент в черните операции в Центъра за специални дейности на ЦРУ.
- Нуми Рапас в ролята на Хариет „Хари“ Бауман (сезон 2), агент на Германската федерална разузнавателна служба (BND), която проследява бившия си сътрудник Макс Шенкел във Венецуела.
- Хорди Мола като Николас Рейес (сезон 2), президент на Венецуела.
- Франсиско Денис като Мигел Убари (сезон 2), главен съветник на президента Рейес и приятел от детството, генерал.
- Кристина Умана като Глория Боналде (сезон 2), основният претендент на предстоящите президентски избори във Венецуела и съпруга на изчезналия министър на вътрешните работи и правосъдието.
- Йован Адепо в ролята на Маркъс Бишоп (сезон 2), пенсиониран специален служител от ВМС на САЩ, който сега поправя лодки, неохотно вербуван обратно в действие с позивна.
- Майкъл Кели като Майк Ноември (сезони 2–4), началник на станция на ЦРУ във Венецуела, два пъти разведен с посланика на САЩ във Венецуела Лиза Калабрезе.
- Бети Габриел като Елизабет Райт (сезони 3–4).[5]
- Джеймс Космо като Лука Гончаров (сезон 3).[5]
- Питър Гинес като Петр Ковач (сезон 3).[5]
- Нина Хос като Алена Ковач (сезон 3).[5]
- Алексей Манвелов като Алексей Петров (сезон 3).[5]
- Майкъл Пеня като Доминго Чавес, бивш военноморски тюлен и старши агент на ЦРУ в SAC/SOG (сезон 4).[6]
- Зулийка Робинсън като Зейара Лемос (сезон 4).

## Прием
На Rotten Tomatoes сериалът има общ резултат от 77%, а на Metacritic – общ резултат от 67.